# Andrij Rusoł
Andrij Anatolijowycz Rusoł, ukr. Андрій Анатолійович Русол (ur. 16 stycznia 1983 w Kirowohradzie) – ukraiński piłkarz występujący na pozycji obrońcy, reprezentant Ukrainy.

## Kariera piłkarska

### Kariera klubowa
Rusoł rozpoczynał karierę w rodzinnym mieście, w klubie Zirka. W 1999 przeniósł się do Krywbasu Krzywy Róg, w którym rozegrał 40 meczów w Wyszczej Liże, w 2000 roku dotarł z klubem do finału Pucharu Ukrainy, w którym jego drużyna uległa Dynamu Kijów 0:1. W 2003 Rusoł został kupiony przez potentata ligi ukraińskiej Dnipro Dniepropietrowsk, z którym w 2004 wystąpił w finale Pucharu Ukrainy, przegranym z Szachtarem Donieck. 24 sierpnia 2011 ogłosił o zakończeniu kariery piłkarskiej z przyczyn zdrowotnych.

### Kariera reprezentacyjna
Rusoł zadebiutował w reprezentacji Ukrainy 31 marca 2004. W 2005 wywalczył w eliminacjach awans do Mistrzostw Świata, na które został przez Ołeha Błochina powołany. W drugim meczu grupowym z Arabią Saudyjską (4:0) zdobył pierwszego gola w historii występów reprezentacji Ukrainy na Mistrzostwach Świata. Łącznie rozegrał dla kraju 49 meczów i zdobył 3 bramki.

## Kariera zawodowa
Po zakończeniu kariery piłkarskiej 12 marca 2012 objął stanowisko dyrektora wykonawczego w klubie, w którym występował przez większość swej kariery – Dnipro Dniepropietrowsk. 12 stycznia 2018 opuścił swoje stanowisko. Po rocznej przerwie objął identyczne stanowisko w kubie lokalnego rywala SK Dnipro-1.

## Sukcesy i odznaczenia

### Sukcesy klubowe
- brązowy medalista Mistrzostw Ukrainy: 2000, 2004
- finalista Pucharu Ukrainy: 2000, 2004

### Sukcesy reprezentacyjne
- ćwierćfinalista MŚ: 2006

### Odznaczenia
- tytuł Zasłużonego Mistrza Sportu Ukrainy: 2005[5]
- Order „Za odwagę” III klasy: 2006[6]